# Võ Văn Hội
Võ Văn Hội (sinh ngày 25 tháng 4 năm 1971) là sĩ quan Quân đội nhân dân Việt Nam. Ông là Đại tá, hiện là Ủy viên Ban Thường vụ Tỉnh ủy Bến Tre, Chỉ huy trưởng Bộ Chỉ huy Quân sự tỉnh Bến Tre, Đại biểu Quốc hội khóa XV từ Bến Tre, Ủy viên Ủy ban Quốc phòng và An ninh của Quốc hội. Ông từng là Phó Chỉ huy trưởng kiêm Tham mưu trưởng Bộ Chỉ huy Quân sự tỉnh.
Võ Văn Hội là đảng viên Đảng Cộng sản Việt Nam, học vị Cử nhân Quân sự, Cao cấp lý luận chính trị. Ông có hơn 30 năm trong quân ngũ, đều công tác ở quê nhà Bến Tre.

## Xuất thân và giáo dục
Võ Văn Hội sinh ngày 25 tháng 4 năm 1971 tại xã Lương Hòa, huyện Giồng Trôm, tỉnh Bến Tre. Ông lớn lên và tốt nghiệp phổ thông ở Giồng Trôm, bắt đầu tham gia các khóa học quân sự vào tháng 9 năm 1992 đến tháng 7 năm 1993 với chương trình học viên đào tạo Trợ lý huyện tại Trường Quân sự Quân khu 9. Tháng 9 năm 2005, ông được điều tới Biên Hòa để theo học hoàn thiện sĩ quan cấp phân đội tại Trường Sĩ quan Lục Quân 2, nay là Trường Đại học Nguyễn Huệ, tốt nghiệp tháng 7 năm 2006. Sang tháng 9 năm 2008, ông học khóa Chỉ huy, Tham mưu cấp Trung, Sư đoàn tại Học viện Lục quân ở Đà Lạt, tốt nghiệp tháng 2 năm 2010, rồi học khóa cao cấp ngắn hạn quân sự địa phương giai đoạn tháng 3–7 năm 2017 tại Học viện Quốc phòng. Võ Văn Hội được kết nạp Đảng Cộng sản Việt Nam vào ngày 19 tháng 8 năm 1993, là đảng viên chính thức sau đó 1 năm, từng tham gia khóa chính trị tại Học viện Chính trị Quốc gia Hồ Chí Minh, nhận bằng Cao cấp lý luận chính trị. Hiện ông thường trú tại Ấp 5A, thị trấn Giồng Trôm, huyện Giồng Trôm.

## Sự nghiệp
Tháng 6 năm 1990, Võ Văn Hội nhập ngũ Quân đội nhân dân Việt Nam, là chiến sĩ tại Phòng Tham mưu của Bộ Chỉ huy Quân sự tỉnh Bến Tre. Sau đó 1 năm, vào tháng 7 năm 1991 ông được điều về Ban Chỉ huy Quân sự huyện Giồng Trôm, làm chiến sĩ văn thư bảo mật. Tiếp tục được 1 năm, ông theo học quân sự ở trường Quân khu 9, tốt nghiệp tháng 8 năm 1993 và là Trợ lý Dân quân tự vệ của Ban Chỉ huy Quân sự huyện Giồng Trôm. Giữ vị trí này gần 10 năm cho đến tháng 7 năm 2002, ông chuyển chức làm Trợ lý Tác huấn, rồi Trợ lý Tác huấn Phòng Tham mưu từ tháng 5 năm 2004. Tháng 8 năm 2006, sau khi kết thúc khóa học sĩ quan cấp phân đội ở Đà Lạt, ông tiếp tục là Trợ lý Tác huấn thời gian ngắn, đến tháng 11 cùng năm thì được bầu làm Đảng ủy viên Đảng ủy Quân sự tỉnh, bổ nhiệm làm Tiểu đoàn trưởng Tiểu đoàn 516, Bộ Chỉ huy Quân sự tỉnh Bến Tre. Vào tháng 3 năm 2010, ông được điều về Ban Chỉ huy Quân sự huyện Mỏ Cày Bắc, nhậm chức Phó Chỉ huy trưởng kiêm Tham mưu trưởng của ban này, được 1 năm thì điều trở lại cấp tỉnh, giữ chức Trưởng Ban Tác huấn Phòng Tham mưu của Bộ Chỉ huy Quân sự tỉnh Bến Tre. Vào tháng 10 năm 2012, Võ Văn Hội được điều tới huyện Châu Thành, được chỉ định vào Ban Thường vụ Huyện ủy, giữ chức Chỉ huy trưởng Ban Chỉ huy Quân sự huyện Châu Thành. Tròn 2 năm sau, vào tháng 10 năm 2014, ông chuyển vị trí là Ủy viên Ban Thường vụ Phòng Tham mưu, Phó Tham mưu trưởng Bộ Chỉ huy Quân sự tỉnh, rồi được bầu làm Ủy viên Ban Thường vụ Đảng ủy Quân sự tỉnh, Phó Chỉ huy trưởng kiêm Tham mưu trưởng từ tháng 7 năm 2015.
Tháng 6 năm 2020, Võ Văn Hội được bổ nhiệm tạm thời làm Chỉ huy trưởng Bộ Chỉ huy Quân sự tỉnh Bến Tre, sang tháng 8 thì được bầu bổ sung làm Ủy viên Ban Thường vụ Tỉnh ủy Bến Tre. Từ tháng 10 cùng năm, tại Đại hội Đảng bộ tỉnh Bến Tre lần thứ XI, nhiệm kỳ 2020–2025, ông tiếp tục là Thường vụ Tỉnh ủy. Đầu năm 2021, ông được Bộ Tư lệnh Quân khu 9 giới thiệu tham gia ứng cử đại biểu quốc hội từ Bến Tre, thuộc đơn vị bầu cử số 2 gồm huyện Giồng Trôm, Ba Tri, rồi trúng cử Đại biểu Quốc hội khóa XV với tỷ lệ 62,31%, đồng thời được phân công làm Ủy viên Ủy ban Quốc phòng và An ninh của Quốc hội.

## Khen thưởng
- Huy chương Quân kỳ quyết thắng, 2011;
- Huân chương Chiến sĩ vẻ vang I, II, III;

## Lịch sử thụ phong quân hàm
| Quân hàm | Đại tá |  |  |  |  |  |  |  |  |  |  |
| Cấp bậc  | Đại tá |  |  |  |  |  |  |  |  |  |  |
|          |        |  |  |  |  |  |  |  |  |  |  |